# 鈴木壘人
鈴木壘人（Suzuki Takato，1997年7月23日—）是一名日本田徑運動員，主攻長跑項目。他代表日本參加2017年夏季世界大學運動會田徑比賽男子半程馬拉松項目，獲得個人第12名及團體金牌。

## 賽事記錄
| 年        | 賽事           | 舉辦城市     | 名次      | 項目           | 記錄      |
| 代表 日本 | 代表 日本      | 代表 日本    | 代表 日本 | 代表 日本      | 代表 日本 |
| --------- | -------------- | ------------ | --------- | -------------- | --------- |
| 2016      | 亞洲青年錦標賽 | 越南胡志明市 | 冠軍      | 5000公尺       | 14:16.42  |
| 2017      | 世界大學運動會 | 臺灣臺北市   | 第12名    | 半程馬拉松     | 1:10:23   |
| 2017      | 世界大學運動會 | 臺灣臺北市   | 冠軍      | 團體半程馬拉松 | 3:19:28   |

## 外部連結
- 鈴木壘人在的頁面
- 鈴木壘人的X（前Twitter）